# Benedetto Cairoli
Pour les articles homonymes, voir Cairoli.
Benedetto Angelo Francesco Cairoli, né le 18 janvier 1825 à Pavie et mort le 8 août 1889 à Naples, est un homme d'État italien, président du Conseil italien à deux reprises en 1878 et en 1879-1881, puis président de la Chambre des députés. Il a également combattu aux côtés de Giuseppe Garibaldi.
Il fut membre de la franc-maçonnerie.

## Biographie

### Jeunesse et éducation
Il était le fils aîné de Carlo Cairoli, héritier de riches propriétaires terriens de la région de Lomellina, médecin et professeur de chirurgie à l'université de Pavie, et de la patriote Adelaide Bono Cairoli, fille d'un préfet de Milan sous Napoléon, alors comte d'Empire.
En 1848, son père accepta le poste de podestat de Pavie, pendant la brève période du gouvernement provisoire : au retour des Autrichiens, il se réfugia au Piémont où il mourut en exil.
Benedetto, étudiant au lycée classique Ugo Foscolo puis à la faculté de droit de l'université de Pavie à partir de 1844, participe au climat antiautrichien et patriotique croissant qui y règne et qui se traduira par une très grande participation des étudiants aux bataillons de volontaires pendant la première guerre d'indépendance.

### Pendant le Risorgimento
En 1848, il joue un rôle dans les Cinq journées de Milan. En 1859, il a un commandement dans le corps des chasseurs des Alpes (Cacciatori delle Alpi en italien) de Giuseppe Garibaldi (avec son frère Ernesto). En 1860 (avec son frère Enrico) il est de nouveau avec Garibaldi dans la première expédition des Mille: il est blessé deux fois: la première fois, légèrement, à Calatafimi et la deuxième fois, gravement, à Palerme en 1860. En 1866, avec le grade de colonel (colonnello), il participe à la campagne de Garibaldi dans le Trentin. En 1867 (alors que ses frères Enrico et Giovanni menaient la bataille de Villa Glori), il a combattu à Mentana. En 1870, il prend part aux négociations informelles avec Otto von Bismarck, au cours desquelles le chancelier allemand promet apparemment de soutenir l'annexion de Rome par l'Italie, à condition que le Parti démocratique s'efforce d'empêcher une alliance entre le roi Victor Emmanuel II et Napoléon III.
Il fait partie de la Commission créée en décembre 1861 pour dresser la première liste des Mille débarqués à Marsala le 11 mai 1860. La Commission était composée des généraux : Vincenzo Giordano Orsini, Francesco Stocco, Giovanni Acerbi, les colonels ; Giuseppe Dezza, Guglielmo Cenni et Benedetto Cairoli, Giorgio Manin, les majors ; Luigi Miceli et Antonio Della Palù, les majors ; Giulio Emanuele De Cretsckmann, Francesco Raffaele Curzio et Davide Cesare Uziel, les capitaines ; Salvatore Calvino et Achille Argentino. La Commission a délivré des autorisations pour porter la médaille décrétée par le Conseil civique de Palerme le 21 juin 1860 pour les personnes débarquées à Marsala. Un autre jury d'honneur a réexaminé les titres des membres de l'expédition et le ministère de la Guerre a publié une nouvelle liste des Mille de Marsala, dans le bulletin no 21, au cours de l'année 1864, sur la base de laquelle des pensions ont été accordées. C'est sur la base de la seconde liste qu'a été rédigé définitivement le document paru dans le Journal officiel du royaume d'Italie du 12 novembre 1878?

### Martyrologie de la famille
Le prestige de Cairoli était grand, aussi parce qu'il reflétait les mérites de ses quatre frères, tous tombés dans les guerres du Risorgimento : son père mourut en exil, Ernesto mourut parmi les Chasseurs des Alpes, Luigi mourut du typhus à Cosenza pendant l'expédition des Mille, Enrico mourut du typhus à la bataille de Villa Glori le 23 octobre 1867, Giovanni mourut de ses blessures à Villa Glori.
Ils sont rejoints par deux sœurs, Rachele (1826-1856) et Emilia (1827-1856), auxquelles le destin a également réservé une courte vie.
Le comportement de la mère était exemplaire : son refus d'accepter des récompenses ou des honneurs de quelque nature que ce soit mettait la famille sous un jour encore meilleur aux yeux des Italiens.

### Premier gouvernement Cairoli

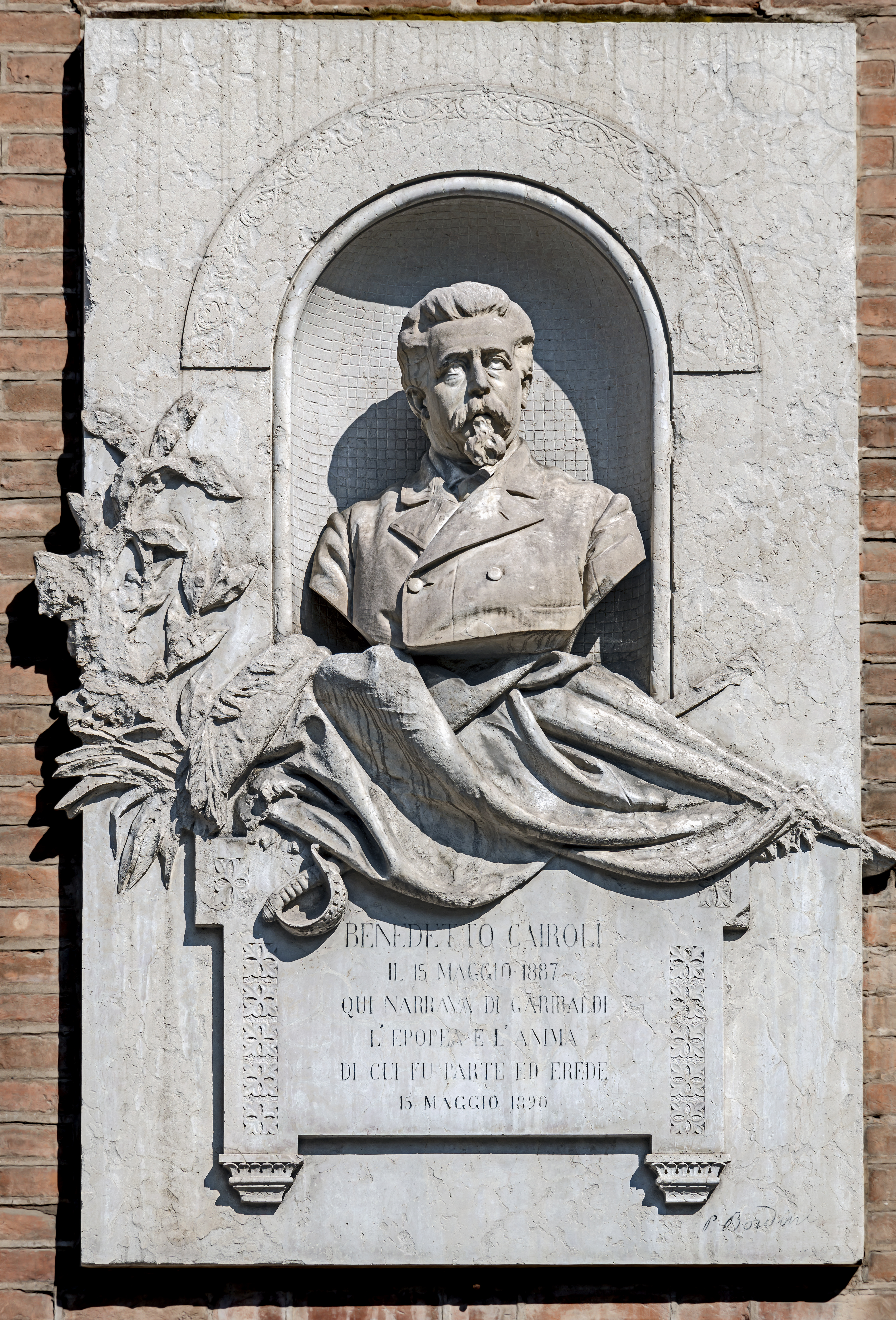
Buste commémoratif, à Vérone.

Lorsque la gauche arrive au pouvoir en 1876, Cairoli, qui est député depuis la première législature, c'est-à-dire depuis 16 ans, devient chef de la majorité parlementaire et, après la chute des gouvernements Depretis et Crispi, forme son premier cabinet le 24 mars 1878.
Depuis les années précédentes, sa politique étrangère est pro-française et irrédentiste, conformément aux sentiments traditionnels de la gauche italienne, et est symboliquement scellée par son mariage (en 1873) avec la comtesse Elena Sizzo Noris (1845-1920), patriote de Trente et fervente irrédentiste.
Cette attitude ne tenait toutefois pas compte du grave affaiblissement de la France après sa défaite dans la guerre franco-prussienne, ni des tensions latentes entre Rome et Paris au sujet de la colonisation de la Tunisie. Dans le même temps, le soutien de Cairoli aux manifestations irrédentistes permet de maintenir des relations tendues avec Vienne et son allié Bismarck. Ainsi, la politique étrangère de Cairoli avait pratiquement placé la position internationale de l'Italie dans une impasse.
Les effets de cet isolement sont visibles au congrès de Berlin (12 juin-13 juillet 1878) : l'Autriche-Hongrie obtient l'occupation de la Bosnie-Herzégovine, la Grande-Bretagne de l'île de Chypre, la France garantit la Tunisie, tandis que l'Italie (représentée par le ministre des affaires étrangères Luigi Corti) n'obtient absolument rien, notamment en ce qui concerne le Trentin.
Cairoli affirme avoir mené une politique de « mains propres », évitant les tentations nationalistes : l'idée étant que Rome avait aussi peu de droits sur une nation africaine que Vienne en avait sur les provinces italiennes restantes. Mais l'absence de progrès sur cette question à Trente apparaissait en contradiction trop évidente avec l'accent irrédentiste auquel semblait se conformer la politique du gouvernement. Cairoli, en outre, pouvait se vanter d'avoir obtenu la participation de l'Italie à un grand congrès européen en tant que grande puissance. Et c'était la première fois. Mais il n'a pas été facile pour l'opinion publique de comprendre les avantages, en l'absence de toute forme de gain.
Le gouvernement Cairoli est fortement affaibli et tombe à la première occasion: la tentative d'assassinat du roi Humbert Ier par l'anarchiste Giovanni Passannante (17 novembre 1878). Cairoli lui-même, qui était présent à l'événement, a attrapé l'agresseur et a reçu un coup de couteau à la cuisse. Le 11 décembre 1878, un ordre du jour en faveur du gouvernement est rejeté à une large majorité et Cairoli démissionne le 19.

### Deuxième et troisième gouvernements Cairoli
Après un éphémère gouvernement Depretis, Cairoli revient au pouvoir le 14 juillet 1879 et forme le 25 novembre suivant un gouvernement de coalition avec Depretis, dans lequel il prend les fonctions de Premier ministre et de ministre des Affaires étrangères. Mais il n'a pas pu résoudre le grave isolement dans lequel se morfond la politique étrangère italienne.
La question à l'ordre du jour était la colonisation de la Tunisie, à laquelle aspiraient la riche France et la faible Italie. Cairoli, comme Depretis avant lui, n'a jamais envisagé une occupation, étant généralement hostile à une politique militariste. Ils se sont toutefois trop appuyés sur l'éventuelle opposition de la Grande-Bretagne à l'élargissement de la sphère d'influence française en Afrique du Nord (alors que Londres était plutôt hostile à ce qu'une seule puissance contrôle l'ensemble du détroit de Sicile).
Le gouvernement est donc surpris lorsque les Français occupent la colonie le 11 mai 1881. Elle confirme la faiblesse de la position internationale de l'Italie et ravive la controverse qui a suivi le congrès de Berlin. Les événements, en effet, démontrent le caractère irréaliste de la politique de Cairoli et de Depretis, l'impossibilité d'une alliance avec la France et la nécessité d'un rapprochement avec Berlin et, donc, avec Vienne, bien qu'obtorto collo.
Un tel renversement de la politique de la dernière décennie ne pouvait cependant pas être mené par les mêmes politiciens et Cairoli reconnut la nécessité de démissionner, le 29 mai 1881, évitant ainsi que la Chambre ne le censure ouvertement. Dès lors, il a effectivement disparu de la scène politique.
La voie est ouverte aux ambitions de Francesco Crispi, homme de gauche mais beaucoup plus enclin à abandonner la politique de désengagement international et à se lier avec le grand adversaire de la France, le chancelier Otto von Bismarck : en mai 1882, Rome devient membre de la Triple Alliance.

### Dernières années et décès

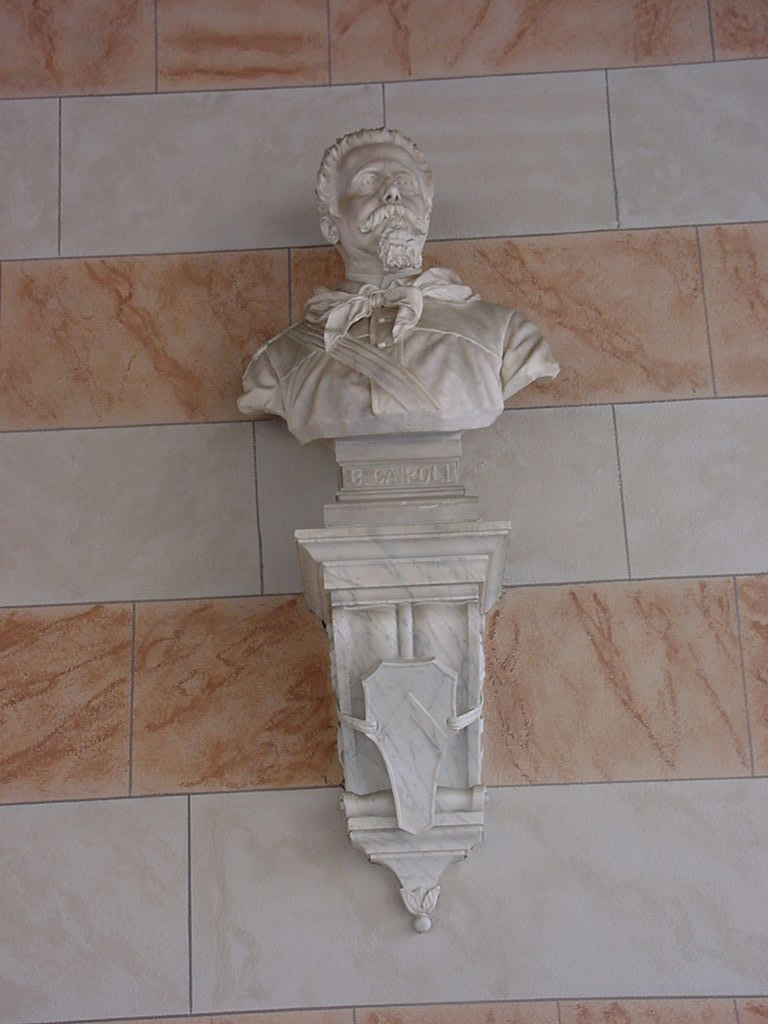
Buste de Cairoli à Udine.

En 1887, il a reçu le collier de l'Annonciation, la plus haute distinction italienne. Il est mort le 8 août 1889, alors qu'il était l'invité du roi Humbert Ier au palais royal de Capodimonte (Reggia di Capodimonte) à Naples. Benedetto Cairoli repose avec les membres de sa famille inhumés dans le sanctuaire familial situé à côté du palais du même nom à Gropello. Ses papiers, ainsi que ceux d'autres membres de sa famille, ont été donnés aux Archives historiques civiques de Pavie.
Cairoli était membre de la franc-maçonnerie, comme le montre une lettre qu'il a écrite à Gianluigi Bozzoni, datée du 1er février 1862.
Benedetto Cairoli fut le premier président garibaldien du Conseil des ministres du royaume d'Italie. Dernier survivant d'une famille de héros-martyrs du Risorgimento et lui-même invalide de guerre, il était célébré par ses contemporains comme un champion chevaleresque du patriotisme et de l'honnêteté. Malgré les contradictions et les échecs en politique intérieure et extérieure de ses trois gouvernements (1878, 1879-1881), il a longtemps été considéré comme le « drapeau de la gauche », selon la définition de Francesco de Sanctis, et, pour Agostino Bertani, il était, même de son vivant, le « monument » d'une révolution libérale inachevée.

## Dans les mémoires de ses contemporains
Carlo Dossi parle souvent de lui dans ses Notes bleues, et de la manière la moins flatteuse ; selon ces ragots, recueillis au ministère des Affaires étrangères où Dossi travaillait, Cairoli était un politicien incompétent et malhonnête. Au contraire, son ami Alfredo Baccarini ne tarit pas d'éloges sur le patriote et l'homme politique :

« Dans la harangue parlementaire, écoutée et redoutée, il faisait tonner sa voix dans les occasions les plus solennelles, comme sur la loi d'exploitation des chemins de fer, sur la réforme universitaire, sur l'amélioration de la condition des instituteurs, sur la péréquation foncière, sur la direction de la politique intérieure, extérieure et des colonies, et sur tout autre sujet qui appelait la défense de la liberté, le soulagement des souffrances, l'allégement des contribuables, le patronage de l'industrie, de l'agriculture et de l'économie nationale. »

Garibaldi le réconforte ainsi après sa démission en 1878 : Io vi ho compreso. Vi ho amato e stimato da quando vi conobbi. Oggi più che mai vi ammiro. - « Je vous ai compris. Je vous ai aimé et estimé depuis que je vous ai rencontré. Aujourd'hui, plus que jamais, je vous admire. ») .

## Décorations
- Chevalier de l'ordre suprême de la Très Sainte Annonciade - 1887

- Chevalier grand-croix de l'ordre des Saints-Maurice-et-Lazare - 1887
- Chevalier grand-croix de l'ordre de la Couronne d'Italie - 1887
- Officier de l'ordre militaire de Savoie - 6 décembre 1866[8]
- Chevalier de l'ordre militaire de Savoie - 12 juin 1861[8]
- Médaille d'or de la valeur militaire

- En tant que certificat solennel de la reconnaissance souveraine pour la preuve splendide de son attachement en exposant sa vie pour sauver Sa Majesté Umberto I de l'attentat contre la personne royale sacrée. Naples, 17 novembre 1878. - 21 novembre 1878
- Médaille commémorative des campagnes des guerres d'indépendance
- Médaille civique commémorant les Cinq Jours de Milan (1848)
- Médaille commémorative des Mille de Marsala

- Aux hommes courageux menés par Garibaldi - Palerme, 21 juin 1860

## Source
- (it) Cet article est partiellement ou en totalité issu de l’article de Wikipédia en italien intitulé « Benedetto Cairoli » (voir la liste des auteurs).